# The Quake – Das große Beben
The Quake – Das große Beben (Originaltitel: Skjelvet) ist ein norwegischer Katastrophenfilm von 2018. Es handelt sich um die Fortsetzung des Films The Wave – Die Todeswelle von 2015.
Im Unterschied zum Ursprungsland, wo der Film zuerst in die Kinos kam, erlebte er seine deutschsprachige Erstveröffentlichung nur auf DVD, Blu-ray und Video-on-Demand, und zwar am 22. November 2019.

## Handlung
Drei Jahre nach der Naturkatastrophe im Geirangerfjord lebt der Geologe Kristian Eikjord getrennt von seiner in Oslo wohnenden Familie, allein in einem Haus an dem Fjord. Er hat psychische Probleme und schickt seine Tochter Julia, die ihn besucht, wieder fort. Bald ereignet sich im Oslofjordtunnel ein Felssturz, bei dem Kristians Freund und Arbeitskollege Konrad Lindblom ums Leben kommt. Erst nachdem Kristian die Todesnachricht erhalten hat, öffnet er einen Brief, den ihm Konrad kürzlich geschickt hat. Darin befinden sich Dokumente mit Aufzeichnungen, die Konrad bei seiner Arbeit angefertigt hat und die ein baldiges Erdbeben in Oslo nahelegen. Daraufhin begibt sich Kristian nach Oslo, wo er Konrads Untersuchungen nachvollzieht. Unter anderem entdeckt er dabei, dass mehrere kleine Erdbeben, als deren Ursache man bisher Sprengungen im Rahmen von Bauarbeiten annahm, tatsächlich nichtmenschlichen Ursprungs sind. Kristian informiert den Leiter des geologischen Instituts, Johannes Løberg, doch der interpretiert Kristians Erkenntnisse als nicht gefährlich genug. Johannes ändert seine Meinung erst, als es ein leichtes Vorbeben gibt, durch welches das Opernhaus Oslo beschädigt wird.
Mit der Hilfe von Konrads Tochter Marit und begleitet von Julia begibt sich Kristian zu dem ca. 40-stöckigen Osloer Hochhaus, in dessen 34. Stock seine Frau Idun arbeitet. Es ist seine Absicht, Idun wegen des bevorstehenden Erdbebens aus dem Gebäude in Sicherheit zu schaffen. Als Kristian mit Idun den 34. Stock per Aufzug verlassen will, entdeckt er Julia, die ihm unerlaubt gefolgt ist, doch er kann sie wegen der geschlossenen Aufzugstüren nicht mehr erreichen. Während Kristian mit Idun im Aufzug ist, ereignet sich das Hauptbeben. Es zerstört große Teile Oslos und richtet massive Schäden an. Das Hochhaus stürzt teilweise ein, wodurch Julia und die ihr zuvor gefolgte Marit im 34. Stock in Lebensgefahr geraten. Beim Versuch, dem Aufzugsschacht zu entkommen, stürzt Idun vor Kristians Augen in den Tod. Danach kann er allerdings dabei helfen, Julia und Marit vor dem Tod zu retten und mit ihnen das Haus verlassen.

## Kritik
Der Film-Dienst bewertete das Werk mit drei von fünf möglichen Sternen und lobte es für sein anfängliches Bemühen, „eine packende Charakterstudie“ zu entwickeln und „in der Antizipation des Bebens geschickt Spannung“ aufzubauen. „In Folge des spektakulären, tricktechnisch auf Hollywood-Niveau umgesetzten Desasters gibt er seine Vielstimmigkeit allerdings zugunsten konventionelleren Nervenkitzels auf.“